# The Last of the Jedi
The Last of the Jedi es una serie formada por diez libros, publicada por la editorial juvenil Scholastic, desde 2005 hasta 2008, y basada en el universo de ficción de Star Wars. Toda la serie ha sido escrita por Jude Watson y no hay planes de su publicación en castellano de momento. La traducción del título de la serie al castellano sería "Los últimos Jedi" (en plural ya que en la contraportada se pregunta en plural: "Who are the Last of the Jedi").

## Argumento
La historia comienza con un ermitaño Obi-Wan Kenobi que debe aprender a cambiar su estricta mente y descubrir qué falló en la Antigua Orden Jedi. Hasta entonces el Maestro no podrá recibir lecciones del espíritu de Qui-Gon Jinn. Así que Obi-Wan debe ayudar a un antiguo ex Jedi, Ferus Olin, para aprender de los fallos de la Orden.
Una vez hecho esto Obi-Wan podrá continuar aprendiendo en el desierto de Tatooine y la trama se centrará en Ferus Olin y los Jedi que va agrupando en una base en un asteroide móvil. La historia comienza casi un año después de lo acontecido en Star Wars: Episode III - Revenge of the Sith.

## Lista de novelas
- The Desperate Mission
- Dark Warning
- Underworld
- Death on Naboo
- A Tangled Web
- Return of the Dark Side
- Secret Weapon
- Against the Empire
- Master of Deception
- Reckoning